# Tak Fujimoto
Tak Fujimoto (12 juillet 1939, à San Diego, Californie) est un directeur de la photographie américain.
Il a éclairé le premier long métrage de Terrence Malick, La Balade sauvage, qui fut son premier film comme chef opérateur. Il est aussi connu pour sa contribution aux films de M. Night Shyamalan (Sixième Sens, Signes et Phénomènes) et de Jonathan Demme (Le Silence des agneaux et Philadelphia).

## Biographie
Enfant, lors de l'internement des Nippo-Américains durant la seconde guerre mondiale, Tak Fujimoto est interné au camp de Poston.
Après un cursus à la London Film School et à l'Université de Berkeley, et à la suite de son travail sur La Balade Sauvage de Terrence Malick, il travaille pour plusieurs productions de série B produites par Roger Corman, où il débute notamment une collaboration de longue date avec le réalisateur Jonathan Demme. 
Il remporte en 2008 un Primetime Emmy Awards pour son travail sur la mini-série John Adams.

## Filmographie

### Films
- 1973 : La Balade sauvage (Badlands) de Terrence Malick
- 1974 : 5 femmes à abattre (Caged Heat) de Jonathan Demme
- 1974 : Bootleggers de Charles B. Pierce (en)
- 1975 : La Course à la mort de l'an 2000 (Death Race 2000) de Paul Bartel
- 1976 : Dr. Black, Mr. Hyde (en) de William Crain (en)
- 1976 : Cannonball! de Paul Bartel
- 1977 : Le Sexe qui chante (Chatterbox!) de Tom DeSimone
- 1977 : Bad Georgia Road de John C. Broderick
- 1978 : Tu ne m'oublieras pas (Remember My Name) d'Alan Rudolph
- 1978 : Stony Island d'Andrew Davis
- 1979 : Meurtres en cascade (Last Embrace) de Jonathan Demme
- 1980 : Where the Buffalo Roam d'Art Linson
- 1980 : Melvin and Howard de Jonathan Demme
- 1980 : Chicanos, chasseur de têtes (Borderline) de Jerrold Freedman
- 1982 : Movie Madness de Bob Giraldi et Henry Jaglom (segment "Growing Yourself, Success Wanters")
- 1983 : Heart Like a Wheel de Jonathan Kaplan
- 1984 : Swing Shift de Jonathan Demme
- 1986 : Rose bonbon (Pretty in Pink) de Howard Deutch
- 1986 : La Folle Journée de Ferris Bueller (Ferris Bueller's Day Off) de John Hughes
- 1986 : Dangereuse sous tous rapports (Something Wild) de Jonathan Demme
- 1988 : Retour de flamme (Backfire) de Gilbert Cates
- 1988 : Veuve mais pas trop (Married to the Mob) de Jonathan Demme
- 1988 : L'amour à quatre temps (Sweet Hearts Dance) de Robert Greenwald
- 1988 : Cocoon, le retour (Cocoon: The Return) de Daniel Petrie
- 1990 : Le Flic de Miami (Miami Blues) de  George Armitage
- 1991 : Le Silence des agneaux (The Silence of the Lambs) de Jonathan Demme
- 1991 : Crooked Hearts  de Michael Bortman
- 1992 : Gladiateurs (Gladiator) de Rowdy Herrington
- 1992 : Singles de Cameron Crowe
- 1992 : La Loi de la nuit (Night and the City) d'Irwin Winkler
- 1993 : Philadelphia de Jonathan Demme
- 1995 : Le Diable en robe bleue (Devil in a Blue Dress) de Carl Franklin
- 1995 : Les Grincheux 2 (Grumpier Old Men) de Howard Deutch
- 1996 : That Thing You Do! de Tom Hanks
- 1997 : Secrets (A Thousand Acres) de Jocelyn Moorhouse
- 1998 : Beloved de Jonathan Demme
- 1999 : Sixième Sens (The Sixth Sense) de M. Night Shyamalan
- 2000 : Les Remplaçants (The Replacements) de Howard Deutch
- 2002 : Signes (Signs) de M. Night Shyamalan
- 2002 : La Vérité sur Charlie (The Truth About Charlie) de Jonathan Demme
- 2004 : Final Cut de Omar Naim
- 2004 : Un crime dans la tête (The Manchurian Candidate) de Jonathan Demme
- 2007 : Agent double (Breach) de Billy Ray
- 2008 : Mister Showman (The Great Buck Howard) de Sean McGinly
- 2008 : Phénomènes (The Happening) de M. Night Shyamalan
- 2011 : Devil de John Erick Dowdle
- 2013 : Gods Behaving Badly  de Marc Turtletaub

### Films documentaires
- 1970 : Chicago Blues d'Harley Cokeliss
- 1994 : The Complex Sessions de Jonathan Demme

### Télévision
- 1976 : Almos' a Man de Stan Lathan
- 1978 : Lawman without a gun de Jerrold Freedman
- 1978 : At Home with Shields and Yarnell (court-métrage) d'Andrew Davis
- 1979 : Some Kind of Miracle de Jerrold Freedman
- 1979 : Le monde merveilleux de Disney (épisode "Shadow of Feart : Part 1) de Noel Nosseck
- 1982 : Divorce Wars: A Love Story de Donald Wrye
- 1984 : La Flambeuse (The Seduction of Gina) de Jerrold Freedman
- 1985 : Dans des griffes de soie (Seduced) de Jerrold Freedman
- 1985 : Blackout: L'obsession d'un flic (Blackout) de Douglas Hickox
- 1985 : MacGyver, épisode "Pilot" de Jerrold Freedman
- 1989 : Cast the First Stone de John Korty
- 2008 : John Adams de Tom Hooper (mini-série, 4 épisodes)
- 2011 : A Gifted Man (épisode "Pilot" de Jonathan Demme)